# Fort Magruder
Fort Magruder è stata una fortificazione alta circa tre metri fuori terra, sita sulla strada che da  Yorktown conduceva a   Williamsburg, appena fuori da quest'ultima città (ed ex capitale della Virginia) durante la guerra di secessione. Posta al centro della  Williamsburg Line, essa era nota anche come Ridotta n. 6.
Fort Magruder fu strategico nella difesa di Williamsburg durante Campagna Peninsulare del 1862, a seguito della sua ubicazione all'incrocio di due strade che portavano a Williamsburg da Yorktown e Lee's Mill ad est. Divenne un punto focale durante la Battaglia di Williamsburg il 5 maggio 1862.